# Bandera de California

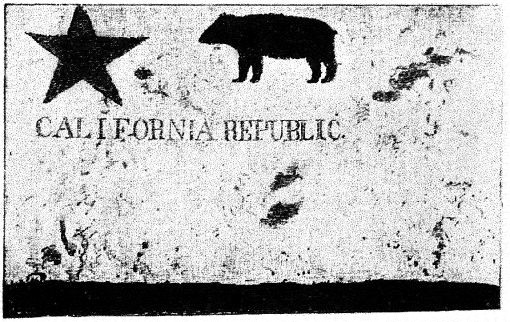
La original bandera del oso, fotografiada en 1890.

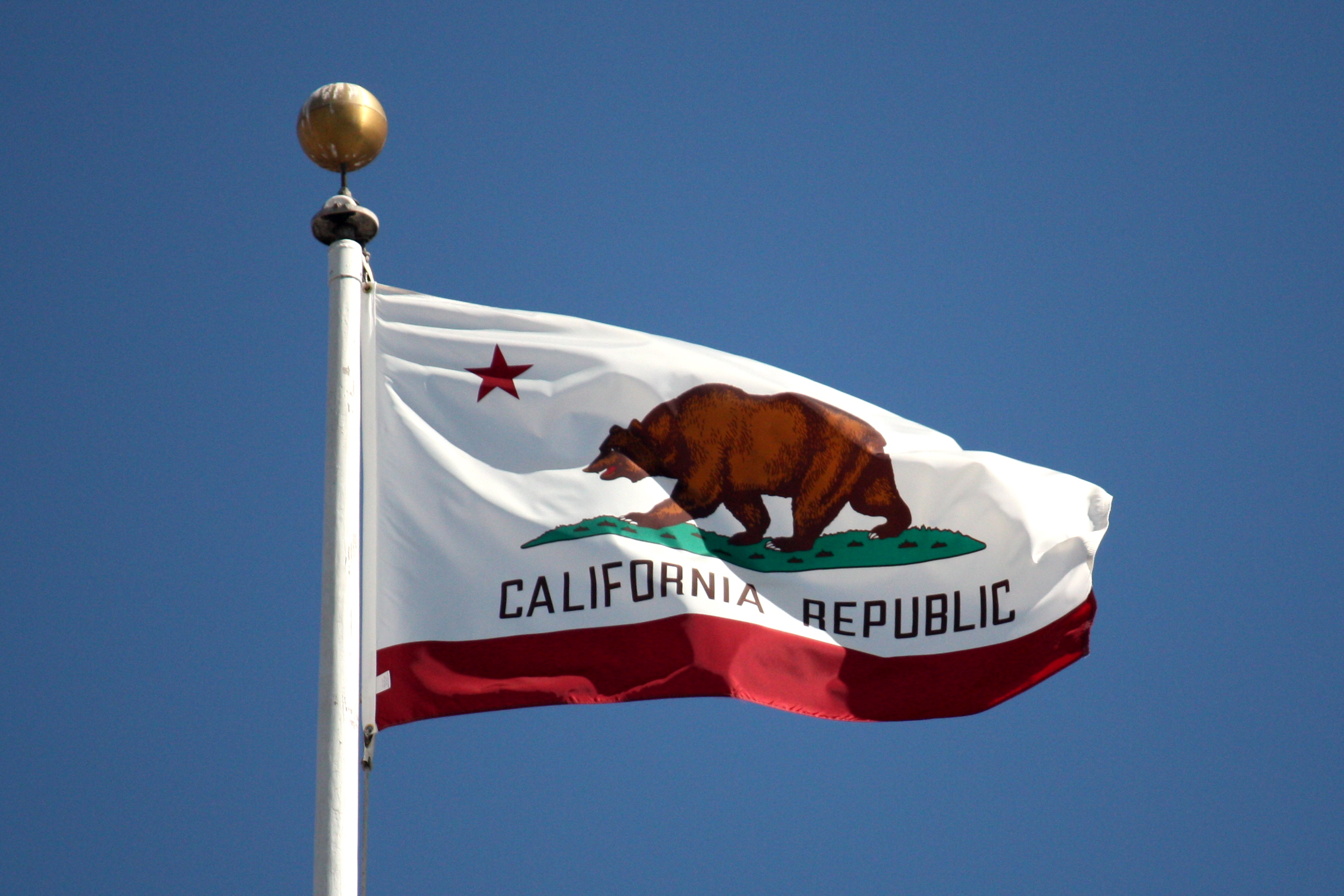
Bandera de California ondeando en el puerto de San Francisco.

La bandera de California, conocida también como bandera del oso (en inglés, Bear Flag), es la bandera oficial del estado de California en los Estados Unidos. La precursora de la bandera actual fue ondeada por primera vez durante la rebelión de la Bandera del Oso de 1846. Una predecesora, llamada bandera de la estrella solitaria, se utilizó en un levantamiento contra México en 1836; el elemento de la estrella roja de esa enseña aparece en la bandera del oso de la actualidad.
Durante la guerra civil estadounidense, la Bandera del Oso fue enarbolada a veces por californianos que apoyaban la secesión del Sur, en lugar de enarbolar la bandera de barras y estrellas que representaba a la Unión. 
La bandera actual fue adoptada por la Legislatura del Estado de California en 1911. La bandera de California se compone de un paño blanco con una franja roja en la parte inferior y un oso pardo en el centro, que se acompaña de una estrella de cinco puntas de color rojo en la parte superior al asta y el nombre del estado como república en inglés.

## Construcción de la bandera
